# Aluísio Gama de Souza
Aluísio Gama de Souza (1 de março de 1945) é  um engenheiro geógrafo, pedagogo e político brasileiro. Foi deputado estadual e presidiu por dois mandatos o Tribunal de Contas do Estado do Rio de Janeiro. Em 2017, foi preso na Operação O Quinto do Ouro.

## Biografia
Graduado em Direito pela Universidade Cândido Mendes, e graduado em Pedagogia pela Faculdade de Educação da Universidade do Estado do Rio de Janeiro, Aluísio também se graduou em Geografia e Estudos Sociais pela mesma faculdade.
Foi deputado estadual e secretário de Estado de Agricultura no governo de Leonel Brizola, além de ter sido prefeito do município de Nova Iguaçu, de 1989 a 1992.
É ex-conselheiro do Tribunal de Contas do Estado do Rio de Janeiro (TCE/RJ), do qual já foi presidente. Também é um dos sócios das Unidades Educacionais e Faculdades Gama e Souza.
Se candidatou a prefeito de Nova Iguaçu em 2024, porém não obteve sucesso, sendo o candidato menos votado com 3.166 votos (0,81).

## Operação Quinto do Ouro
Em 29 de março de 2017, Aluísio Gama de Souza foi um dos alvos dos mandatos de prisão da Polícia Federal. A Operação O Quinto do Ouro, braço da Operação Lava-Jato, prendeu Aluísio Gama de Souza, ex-conselheiro do Tribunal de Contas do Estado do Rio de Janeiro, e mais outros quatro membros do TCE-RJ, incluindo o seu atual presidente Aloysio Neves e os conselheiros José Maurício Nolasco, José Gomes Graciosa, Marco Antônio Alencar (filho do ex-governador e prefeito do Rio Marcello Alencar) e Domingos Brazão, por serem suspeitos de participar de um esquema de desvio de verbas públicas.

## Condecorações
- Medalha do Mérito do Ministério Público do Estado do Rio de Janeiro[1]
- Colar do Mérito Judiciário[1]